# Karszewo (Młynary)
Karszewo (deutsch Karschau) ist ein Dorf in der polnischen Woiwodschaft Ermland-Masuren. Es gehört zur Gmina Młynary (Stadt-und-Land-Gemeinde Mühlhausen i. Ostpr.) im Kreis Elbląg (deutsch Elbing).

## Geographische Lage
Karszewo liegt im Nordwesten der Woiwodschaft Ermland-Masuren, 20 Kilometer südlich der früheren Kreisstadt Braunsberg (polnisch Braniewo) bzw. 17 Kilometer nordöstlich der heutigen Kreismetropole Elbląg (Elbing).

## Geschichte
Vor 1772 gehörte Karschau zum Königreich Polen, ab 1772 zu Preußen, seit 1871 zum Deutschen Kaiserreich (Ostpreußen), bis Ende des Zweiten Weltkriegs zum Deutschen Reich und ab 1945 wieder zu Polen.
Im Jahre 1874 wurde Karschau in den neu errichteten Amgtsbezirk Rautenberg im ostpreußischen Kreis Braunsberg, Regierungsbezirk Königsberg, eingegliedert. Am 10. Dezember 1891 vergrößerte sich Karschau um die Besitzung Johannishof (polnisch Janowo), die eingemeindet wurde.
250 Einwohner vermeldete Karschau im Jahre 1910. Ihre Zahl belief sich 1933 auf 245 und 1939 auf 210.
Karschau erhielt 1945 die polnische Namensform „Karszewo“ und ist heute eine Ortschaft im Verbund der Gmina Młynary im Powiat Elbląski, von 1975 bis 1998 der Woiwodschaft Elbląg, seither der Woiwodschaft Ermland-Masuren zugehörig. Im Jahre 2021 zählte Karszewo 113 Einwohner.

## Religion
Karszewo gehört heute wie Karschau vor 1945 zur römisch-katholischen Pfarrei Błudowo (Bludau), die jetzt zum Erzbistum Ermland gehört Bis 1945 war Karschau außerdem in die evangelische Kirche Frauenburg (polnisch Frombork) in der Kirchenprovinz Ostpreußen der Kirche der Altpreußischen Union eingegliedert, während es heute der Evangelisch-Augsburgischen Kirche in Polen zugeordnet ist.

## Verkehr
Karszewo liegt an der polnischen Schnellstraße 22, die als Europastraße 28 auf der Trasse der einstigen deutschen Reichsautobahn Berlin–Königsberg („Berlinka“) heute noch bis in die russische Oblast Kaliningrad führt. Karszewo ist über eine spezielle Anschlussstelle direkt zu erreichen. Eine Bahnanbindung besteht nicht.

## Persönlichkeiten
- Alfons Schulz (* 27. April 1871 in Karschau), deutscher römisch-katholischer  Theologe (Alttestamentler, † 1947)